# Licenza obbligatoria (diritto d'autore)
La licenza obbligatoria nell'ambito del diritto d'autore è un sistema introdotto da molte legislazioni per riconoscere ai titolari del diritto un adeguato compenso economico, concedendo tuttavia ai terzi il diritto di decidere se provvedere all'edizione dell'opera senza dover rinegoziare l'autorizzazione.
La Convenzione di Berna consente due forme di limitazione al diritto esclusivo degli autori
1. La licenza legale, dove le condizioni di utilizzo non sono negoziate dalle parti
2. la licenza obbligatoria, dove la legge impone di rilasciare licenza, ma la determinazione è lasciata alla volontà negoziale delle parti.

In particolare nell'ordinamento italiano sono previste in via generale due ipotesi di licenza obbligatoria:
1. A favore di ogni interessato che ne faccia richiesta per mancata attuazione dell'invenzione brevettata (art.70 Codice della proprietà industriale)
2. nei casi di brevetto dipendente,quando l'invenzione brevettata non possa essere utilizzata senza pregiudizio dei diritti relativi a un brevetto concesso anteriormente (art.71 Codice della proprietà industriale)

A queste due ipotesi ne va aggiunta una terza, figlia dell'emergenza sanitaria causata da COVID-19 : l'art. 56-quater, comma 1, lettera a), del D.L. 31 maggio 2021, n. 77, convertito, con modificazioni, dalla L. 29 luglio 2021, n. 108, ha inserito l'art 70-bis Codice della proprietà industriale rubricato "Licenza obbligatoria in caso di emergenza nazionale sanitaria"
Negli USA vi è un largo ricorso a tali tipi di licenza, ad esempio per la riproduzione su disco delle opere musicali.
Più rari sono gli esempi in Europa e in particolare in Italia dove, in materia di antologie scolastiche tuttavia l'art. 70 della Legge 22 aprile 1941 n. 633 può essere assimilato ad una licenza legale.

## Diritto italiano pregresso
Nel diritto italiano il regio decreto 19 settembre 1882, n 1012 prevedeva un regime del diritto d'autore suddiviso in due quarantenni. Nel secondo di essi la facoltà di pubblicare era libera, subordinando la cosa alla corresponsione di un compenso pari al 5%  del prezzo di copertina per le copie vendute. Non necessitava una formulazione della licenza. 

## Diritto svizzero
L'art. 23 della legge federale sul diritto d'autore prevede una licenza obbligatoria per l'allestimento di supporti audio.
In base a tale norma ogni fabbricante di supporti audio che abbia uno stabilimento industriale in Svizzera può esigere dal titolare del diritto d'autore l'autorizzazione per la Svizzera di tutte le opere edite. Tale diritto è a fronte di un compenso e può essere concesso anche agli stranieri di paesi che accordino la reciprocità.